# Pereyáslav
Pereyáslav (en ucraniano: Переяслав) es una ciudad ucraniana perteneciente al óblast de Kiev. Situado en el centro del país, forma parte del raión de Boríspil y centro del municipio (hromada) homónimo. Su historia se remonta a siglos atrás, Pereyáslav es conocida por su patrimonio cultural, sus festivales tradicionales y su entorno rural. 

## Toponimia
El lugar también se conoce con un nombre similar en otros idiomas de importancia local (en polaco: Perejasław; en ruso: Переяславль, romanizado: Pereyáslavl; en yidis: פּרעיאַסלעוו‎). En otros idiomas el nombre es distinto (en húngaro: Királyháza; en rumano: Craia; en alemán: Königsfeld an der Theiß). Anteriormente el nombre era Peryáslav o Pereyáslav-Ruski y entre el 1943 y 2019, el lugar se denominó Pereyáslav-Jmelnitski (en ucraniano: Переяслав-Хмельницький).

## Geografía
Pereyáslav se encuentra en la desembocadura del río Trubisch en el Dniéper, que está represado para formar el embalse de Kániv, 88 km al sureste de Kiev.

## Historia

### Rus de Kiev
Pereyáslav jugó un papel importante en la historia de Ucrania. Fue mencionada por primera vez en el texto de un tratado de 911 con el Imperio bizantino, donde se la menciona como Pereyáslav-Ruski para distinguirla de Preslav en Bulgaria y más tarde con las ciudades recién establecidas en Zalesye, incluidas Pereslavl-Zaleski y Pereslavl-Ryazanski.
Vladimiro I, el gran príncipe de Kiev, construyó una gran fortaleza en 992 para proteger los límites meridionales de la Rus de Kiev de las incursiones de los nómadas de las estepas de lo que hoy es el sur de Ucrania. La ciudad fue la capital del principado de Pereyáslav desde mediados del siglo XI hasta su demolición por los tártaros en 1239, durante las invasiones mongolas.

### Polonia-Lituania
En el siglo XIV, Pereyáslav fue anexionada al Gran Ducado de Lituania y, desde entonces, pasó a formar parte del voivodato de Kiev, que en 1569 pasó a formar parte de la corona del reino de Polonia. En 1585, el rey polaco Esteban I Báthory concedió a Perejasław los derechos de ciudad de Magdeburgo. Posteriormente se convirtió en una ciudad real de Polonia.

### Hetmanato cosaco e Imperio ruso
Durante la segunda mitad del siglo XVI, Pereyáslav se convirtió en una ciudad de regimiento del Hetmanato cosaco. Aquí en 1654 Bogdán Jmelnitski tenía el "Convento de Pereiaslav", donde los cosacos de Zaporiyia votaron por una alianza militar con el Zarato de Rusia y habían aceptado el tratado de Pereyáslav, poniendo sus tierras bajo el dominio ruso. El tratado resultó en el establecimiento del Hetmanato cosaco en la orilla izquierda de Ucrania sujeto al Zarato de Rusia, y más tarde a la guerra ruso-polaca (1654-1667). La ciudad era conocida como Pereyáslav en ese momento, y más tarde como Pereyáslav-Poltavski. Según la tratado de Andrúsovo en 1667, Pereyáslav pasó a formar parte de Rusia.
En la Navidad de 1845, Tarás Shevchenko se quedó en Pereyaáslav y escribió su poema más famoso, "Testamento" (Zapovit).

### SiglosXXyXXI
La ciudad fue escenario de distintos enfrentamientos entre bolcheviques y nacionalistas ucranianos durante la guerra de independencia de Ucrania en 1917. Durante la época soviética se le añadió el nombre de Jmelnitski a Peretáslav como manera de glorificar el tratado de Pereyáslav como la base para la unificación de Ucrania con Rusia.
A petición del Ayuntamiento de Pereyáslav-Jmelnitski, el parlamento ucraniano restableció a la ciudad su nombre histórico Pereyáslav en octubre de 2019.Hasta el 18 de julio de 2020, Pereyáslav fue incorporada como ciudad de importancia provincial y sirvió como centro administrativo del raión de Pereyáslav-Jmelnitski, aunque no pertenecía al raión. En julio de 2020, como parte de la reforma administrativa de Ucrania, que redujo el número de raiones del óblast de Kiev a siete, la ciudad de Pereyáslav se fusionó con el raión de Boríspil.
Debido a la invasión rusa de Ucrania, por decisión del municipio y el gobierno local, se desmanteló el monumento que conmemora el 300 aniversario de la "reunificación de Ucrania con Rusia" el 7 de julio de 2022.

## Demografía
La evolución de la población de Pereyáslav entre 1897 y 2022 fue la siguiente:
| 14 614                                                        | 15 930 | 14 975 | 8296 | 14 361 | 20 919 | 26 669 | 26 483 | 31 634 | 27 995 | 27 945 | 26 273 |
| (Fuente: Cities & Towns of Ukraine y UKRAINE: Größere Städte) |        |        |      |        |        |        |        |        |        |        |        |

Según el censo de 2001, el 94,95% de la población son ucranianos, el 3,91% son rusos y el resto de minorías son principalmente bielorrusos (0,41%). En cuanto al idioma, la lengua materna de la mayoría de los habitantes, el 95,89%, es el ucraniano ; del 3,61% es el ruso.

## Infraestructura

### Arquitectura, monumentos y lugares de interés
En Pereyáslav también existen cantidad de museos y sitios históricos. De cerca de sus veinte museos, los que destacan son el Museo de Historia y Cultura Local, el cual es uno de los más reconocidos acerca de la historia de la región, mientras que el Museo de Barcos Fluviales cuenta con una importante colección de embarcaciones tradicionales ucranianas. Por otra parte, la ciudad cuenta con una serie de iglesias y monumentos históricos que completan el circuito turístico e histórico de la ciudad. En los últimos años, se ha vuelto un destino popular para el turismo rural, ya que a sus alrededores se encuentran numerosas casas que ofrecen alojamiento en medio del campo.

### Educación
En la ciudad hay una filial del Instituto Pedagógico Estatal de Kiev, fundado en 1986. 

### Transporte
Hay un importante puerto fluvial en la ciudad, que funciona como parte del puerto fluvial de Kiev. La carretera principal N08 atraviesa la ciudad y de aquí parten las carreteras territoriales T-10-22 y T-10-25.

## Cultura

### Festivales
Pereyáslav es una ciudad que acoge eventos culturales ucranianos. La ciudad es conocida sus bailes tradicionales y su música folclórica. Cada año, Pereyáslav realiza una serie de festivales populares celebrando la cultura de la región, incluyendo el Festival Nacional de Pereyáslav de Música y Danza Folclórica.

## Personas importantes
- Yakim Somkó (1619-1663): coronel cosaco y hetman de la Sich de Zaporiyia (1659 y 1663).
- Pavló Teteria (1620-1671): hetman de la Ucrania de la Margen Derecha.
- Mijaíl Jeráskov (1733-1807):  poeta y dramaturgo clasicista ruso.
- Luis Adolfo Pedro de Sayn-Wittgenstein (1769-1843): general ruso distinguido por sus servicios en las guerras napoleónicas.
- Sholem Aleijem (1859-1916):  humorista y escritor judío-ruso de literatura en yidis.
- Volodímir Zabolotni (1898-1962): arquitecto soviético ucraniano, fundador de la Academia de Arquitectura de Ucrania.
- Louise Nevelson (1899-1988): pintora y escultora estadounidense de origen ucraniano.
- Hanna Minenko (1989): deportista israelí de origen ucraniano que compite en triple salto.

## Galería

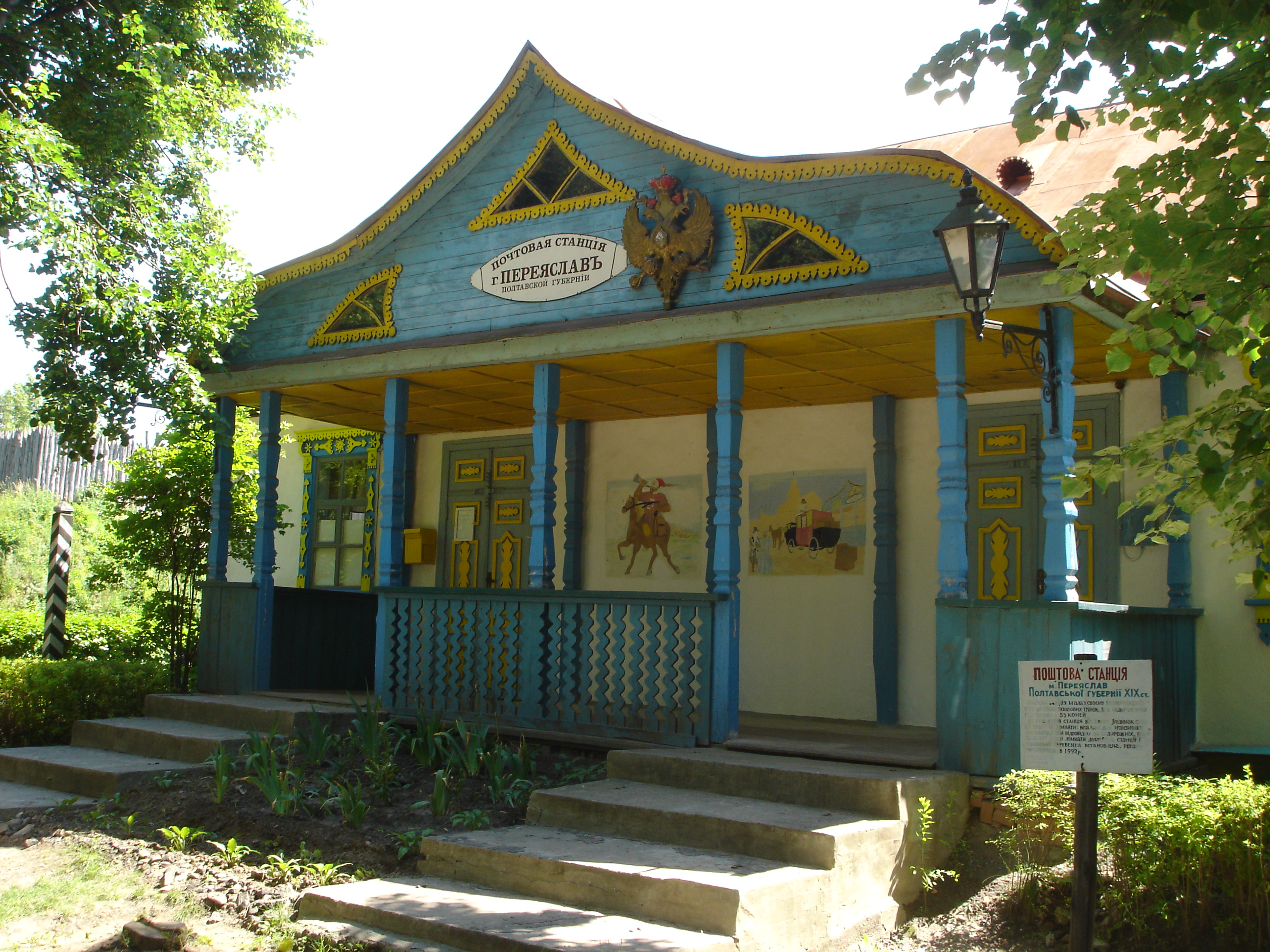
Museo Historia y Cultura Local
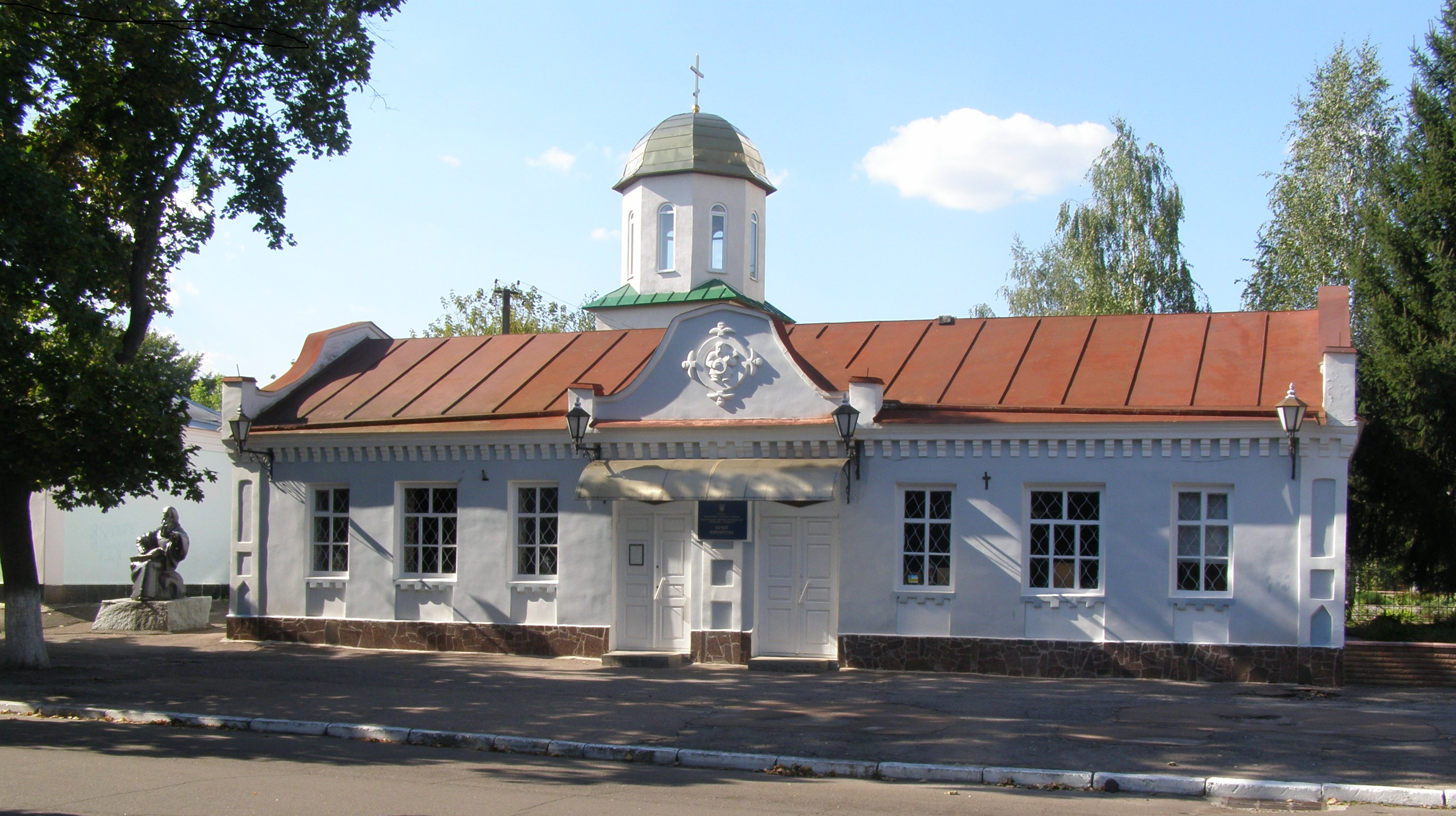
Museo de los kobzares
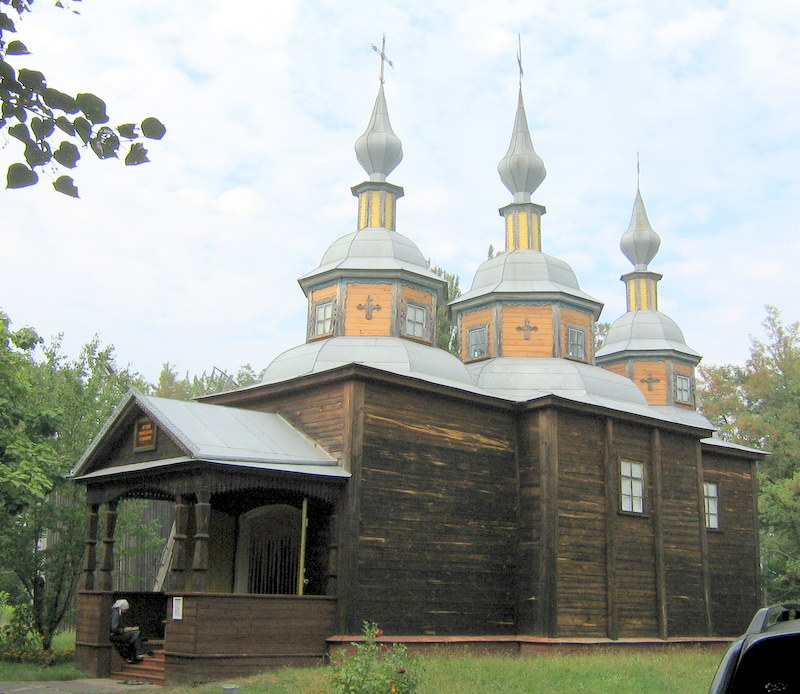
Museo del rushnik

## Ciudades hermanadas
Pereyáslav está hermanada con las siguientes ciudades:
- Paide, Estonia.
- Mtsjeta, Georgia.
- Kočani, Macedonia del Norte.
- Mariúpol, Ucrania.